# Bewegte Schule
Das Konzept der Bewegten Schule geht auf den Schweizer Urs Illi zurück. Anfang der 1980er plädierte er dafür, mehr Bewegung in die traditionelle „Sitzschule“ zu bringen. Seine Begründung bezog sich vornehmlich auf einem Kompensationsgedanken. Mittlerweile findet eine breite Diskussion in der sportwissenschaftlichen und -pädagogischen Literatur über die Bewegte Schule statt. Gerade im Rahmen der Schulprogrammentwicklung und der Autonomisierung der Schulen spielt der Ansatz eine wichtige Rolle. Ursprünglich für den Primarbereich entwickelt, wird in den letzten Jahren mehr und mehr versucht, Elemente einer Bewegten Schule auch im Sekundarbereich zu etablieren.

## Begründungsmuster
Die Begründungsmuster für eine Bewegte Schule sind vielseitig. Im Wesentlichen sind in der Fachliteratur jedoch drei verschiedene Kategorien zu finden, die sich in mancher Hinsicht überschneiden:
- entwicklungs- und lerntheoretische Begründungsmuster,
- medizinisch-gesundheitswissenschaftliche Begründungsmuster und
- schulprogrammatische Begründungsmuster.

### Entwicklungs- und lerntheoretische Begründungsmuster
Begründungsmuster, die sich auf entwicklungs- und lerntheoretische Aspekte von Bewegungen berufen, gehen davon aus, dass aus anthropologischer Perspektive, Bewegung ein Grundbedürfnis des Menschen darstellt. Sie erfüllt somit eine explorative Funktion. Kinder lernen besser, wenn der Lernprozess ganzheitlich gestaltet ist, und mehr als nur den visuellen und akustischen Analysator mit einbezieht. Gerade der kinästhetische Wahrnehmungssinn, dessen Rezeptoren in den Muskeln, Bändern, Sehnen und Gelenken liegen, kann das Lernen verbessern. Je mehr Sinne angesprochen werden desto besser können Informationen aufgenommen, verarbeitet und gespeichert werden. Zudem verbessert Bewegung die Durchblutung und Versorgung des Gehirns, was zu einer verbesserten geistigen Leistungsfähigkeit führen soll.

### Medizinisch-gesundheitswissenschaftliche Begründungsmuster
Medizinisch-gesundheitswissenschaftliche Vertreter der Idee einer Bewegten Schule argumentieren im Wesentlichen auf der Grundlage von Defizitanalysen. Vor allem Zivilisationskrankheiten, die auf Bewegungsmangel zurückgeführt werden, wie zum Beispiel Adipositas, Rückenschmerzen, Haltungsschwächen, Diabetes, aber auch ADHS, spielen in diesem Zusammenhang eine Rolle. Darüber hinaus soll mehr Bewegung im Schulalltag die motorischen Fähigkeiten der Schüler und Schülerinnen verbessern und damit auch einen Beitrag zur Unfallprävention leisten. Allgemein wird Bewegung als gesundheitsförderlich angesehen und im Rahmen einer salutogenetischen Sichtweise als Ressourcenstärkung verstanden.

### Schulprogrammatische Begründungsmuster
Schulprogrammatische Begründungsmuster beziehen sich auf die Forderung von verschiedenen Pädagogen (Hartmut von Hentig, Klaus Hurrelmann), dass die Schule nicht nur Lern-, sondern auch Lebens- und Erfahrungsraum sein soll. Daher muss die Schule so gestaltet werden, dass Kinder und Jugendliche sich darin wohlfühlen und ihnen auf einer ganzheitlichen Ebene Erfahrungsmöglichkeiten angeboten werden. Gerade das Konzept der Bewegten Schule bietet der einzelnen Bildungseinrichtung eine Chance sich zu profilieren. So soll es als Element des Schulprogramms etabliert werden und dadurch einen pädagogischen Rahmen schaffen, der alle Bereiche des Schullebens berührt. Ziel ist die Etablierung einer bewegten Schulkultur.

## Strukturmerkmale einerBewegten Schule
Es gibt keine einheitlichen Kriterien, die als konstituierend für eine Bewegte Schule gelten können. Gewisse Elemente tauchen jedoch in fast allen Veröffentlichungen auf, wobei nicht alle in jeder Einrichtung vorhanden sein müssen, wenn diese als Bewegte Schule gelten will. Zu den typischen Merkmalen, welche den Unterricht betreffen, gehören u. a. bewegtes Lernen, Bewegungspausen, bewegtes (dynamisches) Sitzen, Entspannungs- und Entlastungsphasen (zum Beispiel mit Yoga) und bewegte Hausaufgaben. Zu den unterrichtsexternen Merkmalen gehören zum Beispiel die bewegte Pausengestaltung sowie außerunterrichtliche Bewegungsanlässe (zum Beispiel Arbeitsgemeinschaften) oder Kooperationen mit dem außerschulischen Umfeld. Überdies existiert seit den 1990er Jahren eine Konzeption für Bewegten Religionsunterricht.

### Bewegtes Lernen
Beim 'bewegten Lernen' kann grundsätzlich zwischen dem Lernen durch Bewegung und dem Lernen mit Bewegung unterschieden werden. Das Lernen durch Bewegung betrifft die Informationsaufnahme durch zusätzliche Kanäle, vor allem des Bewegungssinns. Das Lernen mit Bewegung zielt darauf ab, dass die Informationsverarbeitung durch Bewegung verbessert werden kann. Die beiden Aspekte sollten in einer Bewegten Schule in jedem einzelnen Fach im Unterricht berücksichtigt werden.
Mit dem Konzept der körper- und raumorientierten Anschauungsmittel kann das Potenzial des Lernens durch Bewegung präziser beschrieben und gezielter ausgeschöpft werden. Das bewegte Lernen erhält hier eine theoretische Fundierung und rückt damit stärker an Überlegungen der Fachdidaktik heran.

### Bewegtes/Dynamisches Sitzen
Ein zentrales Element ist das bewegte oder dynamische Sitzen. Bereits in den Vorschlägen von Illi nahm diese Idee einen großen Raum ein. Illi führt vermehrt auftretende Rückenschmerzen schon bei Grundschulkindern auf die Tatsache zurück, dass in der Schule hauptsächlich in einer starren Sitzhaltung gelernt wird. Das führt zu einer einseitigen Beanspruchung des Muskel- und Bandapparates und dadurch zu einer Erschlaffung oder Verkürzung der Muskulatur. Darüber hinaus sind die Bandscheiben darauf angewiesen, dass sie durch physiologische Diffusion versorgt werden, da sie vaskulär keine Möglichkeit haben sich 'zu ernähren'. Das heißt, bei Bewegungsmangel werden sie unterversorgt und degenerieren. Ein weiterer negativer Effekt einer starren Sitzhaltung ist eine schlechte Durchblutung vor allem der unteren Extremitäten. Das bewegte Sitzen soll diesen Belastungserscheinungen entgegenwirken. Dies geschieht, indem Arbeitshaltungen regelmäßig mittels vielfältiger Sitzvarianten gewechselt werden und bestimmte Aufgabenstellungen in alternativen Stellungen im Liegen, Knien, Stehen oder Gehen ins Arbeitsverhalten integriert werden. Außerdem ist vor allem ein an die Körpergröße der Schüler und Schülerinnen angepasstes, ergonomisches Sitzmobiliar von Bedeutung. Eine Orientierung bietet in diesem Zusammenhang die Europäische Norm EN 1729, welche Richtwerte für die Maße von Schulmöbeln in Bezug auf die Körpergröße definiert. Auch der Einsatz von so genannten Physio- oder Sitzbällen wird empfohlen, wobei dies nur eine Ergänzung zu ergonomischen Mobiliar sein kann.